# Kidnapped (1971)
Kidnapped is een Britse avonturenfilm uit 1971 onder regie van Delbert Mann. Het verhaal hiervan is een verfilming van het gelijknamige boek uit 1886 van Robert Louis Stevenson plus een deel van het vervolg daarop, Catriona uit 1893. Een aanzienlijk deel van de personages in Kidnapped hebben echt bestaan.

## Verhaal
Na de dood van zijn vader reist David Balfour naar het House of Shaws in Schotland voor zijn erfenis. Zodra hij volwassen wordt, worden zowel het huis als het landgoed waarop dat staat zijn eigendom. Zijn oom Ebenezer Balfour beheert het House of Shaws tot die tijd, maar is ook helemaal niet van plan om alles daarna af te staan aan David. Na een mislukte moordpoging laat hij David daarom ontvoeren door een kapitein op een zeeschip.

## Rolverdeling
| Acteur             | Personage          |
| ------------------ | ------------------ |
| Michael Caine      | Alan Breck         |
| Lawrence Douglas   | David Balfour      |
| Vivien Heilbron    | Catriona Stewart   |
| Trevor Howard      | Lord Advocate      |
| Jack Hawkins       | Captain Hoseason   |
| Donald Pleasence   | Ebenezer Balfour   |
| Gordon Jackson     | Charles Stewart    |
| Freddie Jones      | Cluny              |
| Jack Watson        | James Stewart      |
| Peter Jeffrey      | Riach              |
| Roger Booth        | Duke of Cumberland |
| Geoffrey Whitehead | Lt. Duncansby      |
| Andrew McCulloch   | Andrew             |
| Claire Nielson     | Barbara Grant      |